# 山东省人民政府国有资产监督管理委员会
山東省人民政府国有资产监督管理委员会，简称山東省国资委，是中华人民共和国山東省人民政府直属正厅级特设机构。根据山東省政府授权，代表山東省政府履行出资人职责，监管山東省属企业的国有资产。

## 旗下公司
- 山东省商业集团有限公司
- 山东钢铁集团有限公司
- 山东黄金集团有限公司
- 华鲁控股集团有限公司
- 山东省鲁信投资控股集团有限公司
- 山东航空集团有限公司
- 山东能源集团有限公司
- 山东高速集团有限公司
- 山东机场管理集团有限公司
- 山东省农村信用社联合社
- 山东省土地发展集团有限公司
- 山东省国有资产投资控股有限公司
- 山东发展投资控股集团有限公司
- 山东省财金投资集团有限公司
- 山东省农业发展信贷担保有限责任公司
- 恒丰银行股份有限公司
- 山东铁路投资控股集团有限公司
- 山东省港口集团有限公司
- 山东重工集团有限公司
- 中泰证券股份有限公司
- 山东国惠投资有限公司
- 山东人才发展集团有限公司
- 山东财欣资产运营有限公司
- 山东省新动能基金管理有限公司
- 山东鲁华能源集团有限公司
- 深圳市东华实业（集团）有限公司
- 上海齐鲁实业（集团）有限公司
- 山东产权交易中心有限公司
- 山东泰山地勘集团有限公司
- 山东山科控股集团有限公司
- 山东鲁粮集团有限公司
- 水发集团有限公司
- 山东种业集团有限公司
- 山东海洋集团有限公司
- 山东省再担保集团股份有限公司
- 泰山财产保险股份有限公司
- 山东国欣文化旅游发展集团有限公司
- 山东国欣颐养健康产业发展集团有限公司
- 山东省水利勘测设计院有限公司
- 德华安顾人寿保险有限公司